# Binh biến tại Việt Nam Cộng hòa tháng 9 năm 1964
Binh biến tại Việt Nam Cộng hòa tháng 9 năm 1964 là một cuộc binh biến do một số sĩ quan cao cấp của Quân lực Việt Nam Cộng hòa thực hiện trong 2 ngày 13 và 14 tháng 9 năm 1964 nhằm lật đổ quyền lực của tướng Nguyễn Khánh. Tuy nhiên, dưới áp lực của các tướng trẻ, cuộc binh biến kết thúc êm thắm mà không đạt được bất kỳ mục đích nào.

## Bối cảnh
Sau khi cuộc chỉnh lý do các tướng Nguyễn Khánh và Trần Thiện Khiêm thực hiện thành công, tướng Khánh nắm giữ chức vụ Chủ tịch Hội đồng Quân nhân Cách mạng. Tuy tướng Khánh tuyên bố vẫn lưu nhiệm tướng Dương Văn Minh trên vai trò Quốc trưởng, nắm thực quyền lãnh đạo tối cao chính quyền Việt Nam Cộng hòa.
Ngày 13 tháng 9 năm 1964 Đảng Đại Việt đảo chính, do Đại tá Huỳnh Văn Tồn Tư lệnh Sư đoàn 7 Bộ Binh và Trung tướng Dương Văn Đức Tư lệnh Quân đoàn IV (bên ngoài ai cũng tưởng đây là cuộc đảo chính do Tướng Đức chủ mưu, nhưng không phải như vậy mà sự thật chủ mưu cuộc Đảo chính này là do nhóm Sĩ Quan Đại Việt; Tướng Dương văn Đức thuần túy là một quân nhân, ông cương trực thắng thắn nên dễ bị lợi dụng). Tướng Nguyễn Văn Thiệu lúc đó đang làm Tham mưu Trưởng liên quân, tại Bộ Tổng Tham mưu không có quân trong tay nên phải cầu cứu với Thiếu tướng Nguyễn Chánh Thi tư lệnh Sư đoàn 1 Bộ Binh về Sài Gòn để phản công; Tướng Thi nhờ vào uy tín và sự quen biết với các vị Tư lệnh hai Binh Chủng Nhảy Dù và Thủy Quân Lục Chiến cũng như Quân Chủng Không Quân nên ông đã chỉ huy phản công, dẹp Đảo chính thành công rất dễ dàng.